# My Songs
My Songs è il quattordicesimo album in studio da solista del cantautore britannico Sting, pubblicato il 24 maggio 2019.

## Descrizione
Questo è il secondo album in cui il cantautore reinterpreta e riarrangia alcuni dei propri brani (il primo è stato Symphonicities).

## Tracce
Testi di Sting, eccetto dove indicato.
1. Brand New Day – 3:56
2. Desert Rose – 3:56 (Sting e Cheb Mami)
3. If You Love Somebody Set Them Free – 4:35
4. Every Breath You Take – 4:16
5. Demolition Man – 4:17
6. Can't Stand Losing You – 2:49
7. Fields of Gold – 3:46
8. So Lonely – 4:08
9. Shape of My Heart – 4:43 (Sting e Dominic Miller)
10. Message in a Bottle – 4:46
11. Fragile – 3:52
12. Walking on the Moon – 4:16
13. Englishman in New York – 4:28
14. If I Ever Lose My Faith in You – 4:09
15. Roxanne (live) – 2:57

Tracce bonus nell'edizione deluxe
1. Synchronicity II (live) – 4:59
2. Next to You (live) – 4:18
3. Spirits in the Material World (live) – 3:57
4. Fragile (live) – 4:00

Traccia bonus nell'edizione deluxe francese
1. Desert Rose (Dave Audé Extended Remix) – 4:00 (Sting e Chab Mami)

Traccia bonus nell'edizione deluxe giapponese
1. I Can't Stop Thinking About You (live) – 3:43